# Arcadia (Karolina Południowa)
Arcadia – jednostka osadnicza w Stanach Zjednoczonych, w stanie Karolina Południowa, w hrabstwie Spartanburg.